# Paula Malcomson
Paula Malcomson, accreditata anche come Paula Williams (Belfast, 1º giugno 1970), è un'attrice britannica.

## Biografia
È nota principalmente per i suoi ruoli nelle serie televisive Caprica, Sons of Anarchy, Profiler - Intuizioni mortali e Ray Donovan e per il ruolo della Signora Everdeen nella saga cinematografica di Hunger Games.

## Filmografia

### Cinema
- Another Girl Another Planet, regia di Michael Almereyda (1992)
- Tombstone, regia di George Pan Cosmatos (1993)
- Dunston - Licenza di ridere (Dunston Checks In), regia di Ken Kwapis (1996)
- The Eternal, regia di Michael Almereyda (1998)
- Il miglio verde (The Green Mile), regia di Frank Darabont (1999)
- Hamlet 2000 (Hamlet), regia di Michael Almereyda (2000)
- A.I. - Intelligenza artificiale (A.I. Artificial Intelligence), regia di Steven Spielberg (2001)
- Hunger Games (The Hunger Games), regia di Gary Ross (2012)
- Hunger Games - La ragazza di fuoco (The Hunger Games: Catching Fire), regia di Francis Lawrence (2013)
- Hunger Games - Il canto della rivolta - Parte 1 (The Hunger Games: Mockingjay - Part 1), regia di Francis Lawrence (2014)
- Hunger Games - Il canto della rivolta - Parte 2 (The Hunger Games: Mockingjay - Part 2), regia di Francis Lawrence (2015)
- A Christmas Star, regia di Richard Elson (2015)
- Mistero al castello Blackwood (We Have Always Lived in the Castle), regia di Stacie Passon (2018)
- Deadwood - Il film (Deadwood: The Movie), regia di Daniel Minahan (2019)

### Televisione
- Profiler - Intuizioni mortali (Profiler) - serie TV, 1 episodio (1999)
- The Practice - Professione avvocati (The Practice) - serie TV, 1 episodio (2000)
- Squadra Med - Il coraggio delle donne (Strong Medicine) - serie TV, 1 episodio (2000)
- UC: Undercover - serie TV, 1 episodio (2001)
- Providence - serie TV, 1 episodio (2002)
- Enterprise - serie TV, 1 episodio (2002)
- NYPD - New York Police Department - serie TV, 1 episodio (2003)
- Six Feet Under - serie TV, 1 episodio (2003)
- Deadwood - serie TV, 36 episodi (2004-2006)
- Lost - serie TV, 2 episodi (2006)
- Cold Case - Delitti irrisolti (Cold Case) - serie TV, episodio 4x18 (2007)
- John from Cincinnati - serie TV, 5 episodio (2007)
- Criminal Minds - serie TV, episodio 3x05 (2007)
- E.R. - Medici in prima linea (ER) - serie TV, 8 episodi (2006-2007)
- Law & Order - Unità vittime speciali (Law & Order: Special Victims Unit) - serie TV, episodi 10x05-20x14 (2008-2019)
- CSI - Scena del crimine (CSI: Crime Scene Investigation) - serie TV, 1 episodio (2009)
- Sons of Anarchy - serie TV, 10 episodi (2010)
- The Event - serie TV, 3 episodi (2010)
- Caprica - serie TV, 18 episodi (2009-2010)
- Private Practice - serie TV, 1 episodio (2011)
- Fringe - serie TV, 1 episodio (2011)
- Lie to Me - serie TV, 1 episodio (2011)
- Prime Suspect - serie TV, 1 episodio (2011)
- Law & Order: Los Angeles - serie TV, 1 episodio (2011)
- La terra dei fuorilegge (Outlaw Country) - film TV (2012)
- Archer - serie TV, 1 episodio (2012) - voce
- Ray Donovan - serie TV, 59 episodi (2013-2017)
- Broken - serie TV, 4 episodi (2017)
- Krypton - serie TV, episodio 1x01 (2018)
- Watchmen - miniserie TV, episodio 05 (2019)
- Redemption – miniserie TV, regia di John Hayes (2022)
- Lawmen - La storia di Bass Reeves (Lawmen: Bass Reeves), regia di Christina Alexandra Voros e Damian Marcano – miniserie TV, puntata 3 (2023)

#### Cortometraggi
- The Rocking Horse Winner, regia di Michael Almereyda (1998)
- Quintessence, regia di Dustin Schell (2003)
- June & Orlando, regia di Scottie Gissel (2003)
- The Death Strip, regia di Nicole Haeusser (2007)
- Nonplussed, regia di Jon Boyer e Craig Champion (2007)
- A Woman in the West, regia di Jeremy Dylan Lanni (2008)
- The Violinist, regia di Winsome Brown (2009)
- Morning After, regia di Elizabeth Karr (2009)
- The Flavor of Plaid, regia di Henry Griffin (2012)
- Low Expectations, regia di Anna Reinelt e Jesse Gloyd (2013)

## Doppiatrici italiane
Nelle versioni in italiano delle opere in cui ha recitato, Paula Malcomson è stata doppiata da:
- Alessandra Cassioli in Fringe, Hunger Games, Hunger Games - La ragazza di fuoco, Hunger Games - Il canto della rivolta - Parte 1, Hunger Games - Il canto della rivolta - Parte 2
- Claudia Catani in Watchmen, Lie to Me
- Chiara Colizzi in Deadwood, Deadwood - Il film
- Roberta Greganti in Cold Case - Delitti irrisolti
- Rossella Acerbo in CSI - Scena del Crimine
- Laura Latini in Law & Order - Unità vittime speciali (ep. 10x05)
- Paola Majano in Law & Order - Unità vittime speciali (ep. 20x14)
- Selvaggia Quattrini in Ray Donovan
- Emanuela Rossi in Caprica
- Daniela Calò in Sons of Anarchy
- Isabella Pasanisi ne Il miglio verde
- Eleonora De Angelis in Tombstone
- Laura Cosenza in Lost
- Mavi Felli in E.R. - Medici in prima linea
- Giò Giò Rapattoni in Private Practice
- Antonella Baldini in Lawmen - La storia di Bass Reeves